# 이등 (신라)
이등(伊登, ?~?)은 신라의 관리이다.

## 생애
525년에 신라는 사벌주(沙伐州)를 설치한 뒤 대아찬(大阿飡) 관등인 그에게 사벌주의 군주(軍主)직을 맡게했다.